# Lycée Pasteur
Das Lycée Pasteur ist eine  öffentliche Schule  in Neuilly-sur-Seine. Das Lycée ist mit Vorbereitungsklassen für die Grandes Écoles ausgestattet und bildet mit dem in seinen Mauern errichteten Kolleg einen Schulkomplex. Es ist nach dem Wissenschaftler Louis Pasteur benannt.
Das ab 1912 erbaute und im Sommer 1914 fertiggestellte Gebäude wurde zu Beginn des  Ersten Weltkriegs beschlagnahmt und beherbergte ein Krankenhaus, das vom Amerikanischen Krankenhaus Paris, ebenfalls in Neuilly, gegründet wurde und während des gesamten Krieges bestehen blieb.

## Ehemalige Schüler
- Jacques de Bascher (1951–1989), Dandy und Mitglied des Pariser Jetsets
- Fernand Braudel (1902–1985), Historiker der Annales-Schule
- Marie-Anne Chazel (* 1951), Schauspielerin, Drehbuchautorin und Filmregisseurin
- François Hollande (* 1954), Politiker
- François-Bernard Mâche (* 1935), Komponist
- Chris Marker (1921–2012), Schriftsteller, Fotograf und Dokumentarfilmer